# NGC 162
NGC 162は、アンドロメダ座の恒星である。1862年にハインリヒ・ダレストによって初めて記録された。
| 太陽 | NGC 162   |
| ---- | --------- |
| 太陽 | Exoplanet |

## 同定
ニュージェネラルカタログ（NGC）には、「極度に暗く、恒星状で、h 39が南西にある」と記されており、「h 39」とはジョン・ハーシェルの39番を指すが、h 39はNGC 192のことで、位置が全く合わない。ジェネラルカタログや、ダレスト、ヘルマン・シュルツの記述を突き合わせて検証した結果、「h 39」は「h 32」つまりNGC 160の誤りで、NGC 160の東にある2MASS J00360927+2357446がNGC 162であることが確実となった。
現代でも、NGC 162は別の銀河（例えばPGC 2148）と同一視されているが、前述のNGC 160との位置関係からすれば、これは誤同定である。